# Margarethe Hardegger
Margarethe Haregger (Berna, 20 febbraio 1882 – Minusio, 23 settembre 1963) è stata una sindacalista svizzera.
Era la prima segretaria delle lavoratrici del SGB (Schweizerischer Gewerkschaftsbund - Unione sindacale svizzera). Sotto la sua guida il movimento operaio in Svizzera acquisì un profilo politico e divenne sempre più femminista. Hardegger non solo ha sollevato la questione del suffragio alle donne all'interno del movimento sindacale, ma anche dell'assicurazione per la maternità e l'idea delle faccende domestiche a pagamento.
Margarethe Hardegger ha fatto un apprendistato come telefonista, e subito dopo, con l'aiuto del suo futuro marito, August Faas, ha conseguito l'esame di maturità. Nel 1903 fonda insieme ad altri l'associazione dei lavoratori tessili di Berna. Nel 1905, già madre di due figlie, divenne la prima segretaria dei lavoratori della Federazione svizzera dei sindacati e abbandonò gli studi di legge a favore di questo incarico. In questa posizione, che ha ricoperto fino al 1909, ha fondato varie sezioni sindacali e cooperative di consumatori , insieme alle riviste femministe The Champion e L'Exploitée. Nel 1909, le divergenze con la gestione dell'SGB (la sindacalista era convinta antimilitarista) erano troppo grandi, e fu licenziata.
Già nel 1908 aveva fondato insieme a Gustav Landauer la Lega socialista e il suo giornale  Der Sozialist. Dopo aver perso il lavoro presso l'SGB, si è concentrata principalmente su queste due avventure, ma ha anche litigato con Landauer. In contrasto con questo, ha apertamente difeso l'amore libero e i diritti delle donne e ha anche rappresentato questa linea nel "socialista". Nel 1913, fu condannata per falsa testimonianza in favore di Ernst Frick e Landauer, prese questo come scusa per allontanarli dalla Lega Socialista. Già nel 1915, entrò nuovamente in conflitto con la legge e fu condannata a un anno di prigione per il sostegno all'aborto.
Dopo ciò, si è rivolta sempre più all'idea di amore libero. Nel 1919 fondò una comunità rurale a Herrliberg vicino a Zurigo, nel 1920 il falansterio "Villino Graziella" a Minusio, vicino a Locarno . Il progetto è fallito a causa della mancanza di capitali e disaccordi interni.